# Ad utrumque paratus
Ad utrumque paratus, "Beredd till bådadera", är en latinsk sentens som tillskrivs Vergilius.
Devisen Ad utrumque finns på Lunds universitets sigill, vilket föreställer ett krönt lejon vars ena framtass vilar på en bok och den andra på ett svärd. "Paratus" är underförstått. Andemeningen var att studenterna vid Lunds universitet, som grundades 1666 strax efter det att Sverige erövrat Skåne från Danmark, skulle vara beredda både att studera och ta till vapen. 
Den franska staden Monistrol-sur-Loire har samma devis, men i dess vapensköld finns ett svärd och en kräkla, varför "bådadera" torde syfta på strid och förkunnelse.